# Вуд, Ронни
Рональд Дэвид (Ронни) Вуд (англ. Ronald David «Ronnie» Wood; род. 1 июня 1947 года) — британский музыкант . Наиболее известен как участник The Rolling Stones, The Jeff Beck Group и The Faces. Отец Леи Вуд.

## Музыкальная карьера

### 1960-е

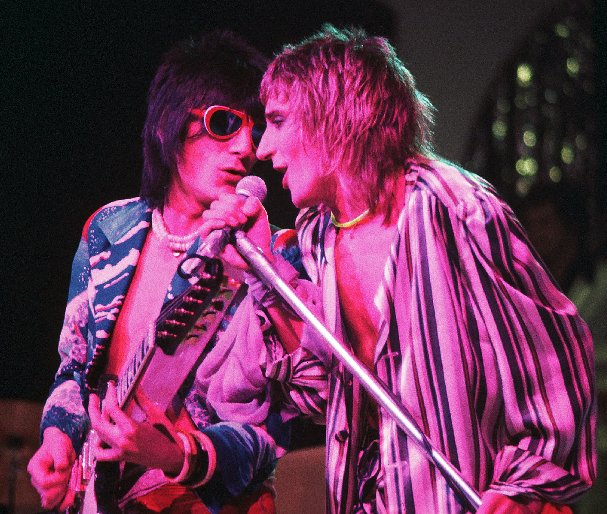
Рон Вуд (слева) и Род Стюарт в составе The Faces, 1975 год

Вуд начал свою карьеру профессионального музыканта в 1964 году в качестве гитариста лондонской группы The Birds (не путать с американской группой The Byrds), играющей ритм-н-блюз. Концерты группы посещало большое количество поклонников, но группа выпустила лишь несколько синглов в середине 60-х; Вуд был автором или соавтором около половины записанных песен группы. В 1966 году в составе Santa Barbara Machine Head с Джоном Лордом записал три инструментальные композиции, вошедшие в сборник Blues Anytime (Vol. 3, 1968). 
В 1967 году The Birds были расформированы, и Вуд вошёл в состав The Jeff Beck Group в качестве басиста. Вместе с вокалистом Родом Стюартом Вуд отыграл несколько туров с Беком и участвовал в записи двух альбомов: Truth и Beck-Ola, выпущенных в 1968 и 1969 г., соответственно. Одновременно с Jeff Beck Group Вуд играл с группой The Creation.
В 1969 году, когда Стив Мэрриотт покинул The Small Faces, Вуд начал играть с оставшимися участниками группы, вернувшись к своему основному инструменту — гитаре. Этот состав, вместе с Родом Стюартом и бывшим участником The Birds Кимом Гарднером, объединились с братом Рона Вуда, Артом Вудом, взяли название Quiet Melon, и сделали несколько записей в мае 1969-го. В июле, после окончания пятого тура Jeff Beck Group по США, Вуд и Стюарт полностью сосредоточились на работе вместе с бывшими участниками Small Faces, и новая группа получила название The Faces.
В 1974 году, после финального концерта The Faces, Вуд ушёл в группу Rolling Stones, а Стюарт занимался сольной карьерой.
В 2017 году у гитариста был выявлен рак легких, по поводу которого ему была сделана операция.

## Сольная дискография
- I’ve Got My Own Album to Do (1974)
- Now Look (1975)
- Mahoney's Last Stand (1976) совместно с Ронни Лейном
- Gimme Some Neck (1979)
- 1234 (1981)
- Live at the Ritz (1988) совместно с Бо Диддли
- Slide on This (1992)
- Slide on Live: Plugged in and Standing (1993)
- Live and Eclectic (2000) (переиздан в 2002, как «Live at Electric Ladyland»)
- Not for Beginners (2001)
- Ronnie Wood Anthology: The Essential Crossexion (2006)
- Buried Alive: Live in Maryland (2006) вместе с The New Barbarians
- The First Barbarians: Live from Kilburn (2007)
- I Feel Like Playing (2010)
- Участие вместе с братом Артом Вудом в записи альбома Карло Литтла «Never Stop Rockin'» (2002)